# Joseph Fassbender
Pour les articles homonymes, voir Fassbender.
Joseph Fassbender (Faßbender), né à Cologne (province de Rhénanie) le 14 avril 1903 et mort dans cette ville le 5 janvier 1974, est un peintre et dessinateur allemand.